# 谢麟
谢麟（？—1094年），字应之，建州瓯宁(今福建建瓯)人，宋朝进士。
曾任会昌令、石首令、辰州通判、沅州太守，由太常博士改西上閤门副使。诏使经制宜州獠，知荆南及泾州、邠州。元祐(1086～1093年)初，知潭州，历徙江宁、凤翔府及渭州、桂州。

## 延伸阅读
[在维基数据编辑]
 《宋史/卷330》，出自脱脱《宋史》